# Rob van Weelde
Rob van Weelde is (Rotterdam, 1954) is een Nederlands ondernemer, wijnboer en voormalig cricketspeler.
Hij is de zoon van Wally van Weelde, ook cricketspeler en de oprichter van het scheepvaartbedrijf Van Weelde Shipping Group. In 1989 liet Van Weelde sr het management van het bedrijf over aan zijn zoon en Koos de Kreij. Van Weelde zetelt ook in de raad van bestuur van de Nederlands-Zuid-Afrikaanse kamer van koophandel (SANEC) en in de commissie van aandeelhouders van voetbalclub NAC Breda.
Op het ICC Trophy 1986 leidde hij als kapitein het Nederlands cricketelftal naar de finale, maar deze werd verloren van Zimbabwe.
Rob van Weelde woont in België en restaureerde de 18e-eeuwse hoeve Zonneweelde in Heusden-Zolder, België. Hij is eigenaar van de wijnmerken Zonneweelde en ThreeWines, en van het WedgeView Country House & Spa in Stellenbosch, Zuid-Afrika. In 2013 reikte burgemeester Frank Koen van Capelle aan den IJssel hem een koninklijke onderscheiding uitː Officier in de Orde van Oranje-Nassau. Het vermogen van van Weelde wordt in de Quote 500 geschat op 270 miljoen euro (2013).
Onder de naam van zijn alter ego Roberto de Lujo bracht hij in 2015 een jazzalbum uit. Hiervoor werkte hij samen met muzikanten zoals Mike Boddé, Thijs van Leer en Teus Nobel. De opbrengst in België ging rechtstreeks naar de Stichting tegen Kanker.